# Pseudantechinus
Genre
Pseudantechinus est un genre de marsupiaux.

## Liste des espèces
- Pseudantechinus bilarni (Johnson, 1954)
- Pseudantechinus macdonnellensis (Spencer, 1896)
- Pseudantechinus mimulus (Thomas, 1906)
- Pseudantechinus ningbing Kitchener, 1988
- Pseudantechinus roryi Cooper, Aplin and Adams, 2000
- Pseudantechinus woolleyae Kitchener and Caputi, 1988